# Duane & Greg Allman
Duane & Greg Allman è un album dei fratelli e musicisti rock Duane Allman e Gregg Allman, pubblicato dalla Bold Records nel 1972 (mentre l'album pubblicato dalla stessa etichetta ma con il codice 33-302 uscì nel 1973).Si tratta di una raccolta di demo, registrati nel settembre del 1968 al TK Studios di Hialeah, Florida (Stati Uniti), all'epoca i fratelli Allman facevano parte di un gruppo musicale chiamato 31st of February.Da notare che il titolo reca il nome Greg con una g sola, mentre il vero nome è Gregg. 

## Tracce
Lato A
1. Morning Dew – 3:45 (Bonnie Dobson, Tim Rose)
2. God Rest His Soul – 3:55 (Steve Alaimo)
3. Nobody Knows You When You're Down and Out – 4:32 (Jimmie Cox)
4. Come Down and Get Me – 3:40 (Ray Gerald)
5. Melissa – 3:15 (Gregg Allman, Steve Alaimo)

Lato B
1. I'll Change for You – 2:57 (David Brown)
2. Back Down Home with You – 2:25 (David Brown)
3. Well I Know Too Well – 2:15 (Steve Alaimo)
4. In the Morning When I'm Real – 2:40 (Robert Pucetti)

## Musicisti
- Duane Allman - chitarra solista
- Gregg Allman - chitarra ritmica, organo, voce solista
- Scott Boyer - chitarra ritmica, voce
- David Brown - basso
- Butch Trucks - batteria, percussioni[4]